# Erwan Bastard

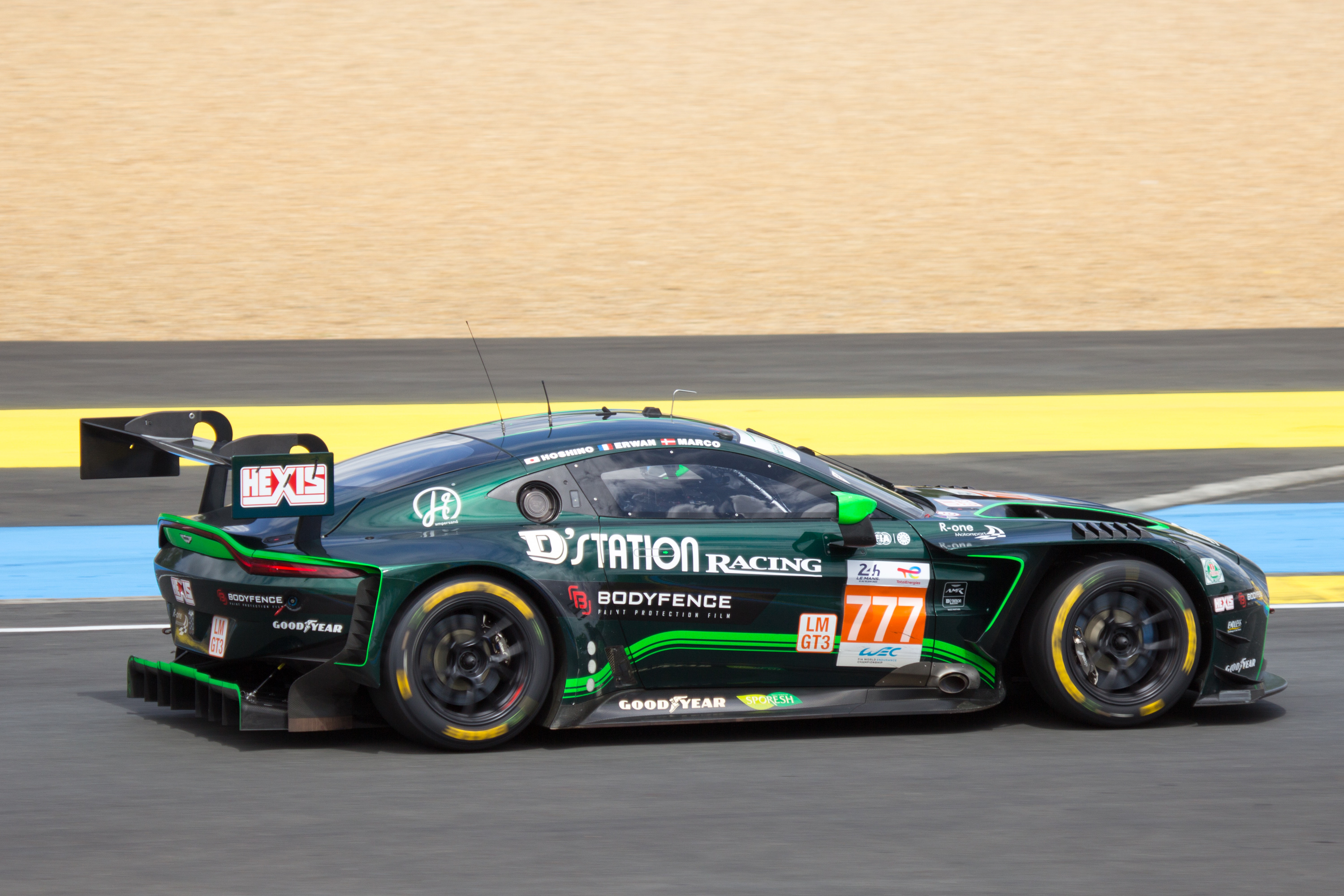
Der von Erwan Bastard beim 24-Stunden-Rennen von Le Mans 2024 gefahrene Aston Martin Vantage AMR

Erwan Bastard (* 9. Juni 1998 in Ascoux) ist ein französischer Autorennfahrer.

## Karriere als Rennfahrer
Erwan Bastard begann seine Fahrerkarriere 2019 im französischen GT4-Cup. Nach einem dritten Endrang auf einem Ginetta G55 GT4 2020 und einem dritten Endrang 2021, diesmal mit einem Toyota GR Supra GT4, gewann er die Meisterschaft 2022 im Audi R8 LMS GT4. 
International bekannt wurde er als Fahrer von D'station Racing in der FIA-Langstrecken-Weltmeisterschaft 2024. Er gab sein Debüt beim 24-Stunden-Rennen von Le Mans und erreichte mit dem 18. Gesamtrang beim 1812-km-Rennen von Katar seine beste Saisonplatzierung.

## Statistik

### Le-Mans-Ergebnisse
| Jahr | Team             | Fahrzeug                 | Teamkollege     | Teamkollege    | Platzierung | Ausfallgrund |
| ---- | ---------------- | ------------------------ | --------------- | -------------- | ----------- | ------------ |
| 2024 | D'station Racing | Aston Martin Vantage AMR | Satoshi Hoshino | Marco Sørensen | Rang 36     |              |

### Einzelergebnisse in der FIA-Langstrecken-Weltmeisterschaft
| Saison | Team             | Rennwagen                    | 1   | 2   | 3   | 4   | 5   | 6   | 7   | 8   |
| ------ | ---------------- | ---------------------------- | --- | --- | --- | --- | --- | --- | --- | --- |
| 2024   | D'Station Racing | Aston Martin Vantage AMR GT3 | KAT | IMO | SPA | LEM | SAO | AUS | FUJ | BAH |
| 2024   | D'Station Racing | Aston Martin Vantage AMR GT3 | 18  | 27  | 22  | 36  | 27  | DNF | 19  | 26  |